# Усть-Оленьок
Усть-Оленьо́к (рос. Усть-Оленёк) — село в Булунському улусі, Республіка Саха, Росія. Центр і єдине село Истаннахського наслегу.
Село розташоване на правому березі річки Оленьок, в місці її розділення на гирлові протоки. Населення становить 27 осіб (2010).
В селі знаходиться пристань.